# Ajdovska žena
Ajdovska žena pri Pilštanju je kamniti osamelec, ki že od nekdaj buri ljudsko domišljijo. Zavarovan je kot naravni spomenik.
V strmem gozdnatem pobočju nad levim bregom Bistrice pod naseljem Pilštanj je v zrnatem dolomitu več skalnih samotarjev nastalo s spiranjem mehkejše kamnine. Najbolj slikovita je Ajdovska žena. Visoka je do 12 m (7 m na položni strani) in široka do 2 m. Ima antropoidni izgled in spominja na žensko z otrokom v naročju. Zato obstaja tudi več inačic zgodbe o nastanku, ena od teh pravi, da je žena okamenela, ker je preklela sonce.